# Ри Гён Сук (певица)
Ри Гён Сук — заслуженная артистка КНДР.

## Биография
Родилась 1 января 1970 года в Пхеньяне.
В 7 лет дебютировала на сцене. Помимо музыкальной карьеры, в детстве и юношестве занималась и кино. В 1988 году закончила провинциальную школу искусств и принята в состав ансамбля «Почхонбо», после чего её кинокарьера прервалась.
В 1992 году получила среди некоторых других участников ансамбля звание заслуженной артистки КНДР. В 2008 году формально покинула ансамбль.

## Дальнейшая жизнь
Работает в Университете музыки и танца (ныне Пхеньянский музыкальный университет имени Ким Вон Гюна).
Личная жизнь: замужем за басистом ансамбля «Почхонбо» Ким Ён Илем, воспитывает сына и дочь.